# IRSS-1/OL-1
IRSS-1/OL-1 è il primo satellite dell'Oman. 
Costruito dalla compagnia cinese CAS Space, è stato sviluppato dall'Istitute of Remote Sensing Satellite (IRSS) dell'Accademia cinese delle scienze in collaborazione con l'impresa omanita Oman Lens (OL): da qui il nome del satellite, denominato con le sigle delle due organizzazioni. Il lancio è stato effettuato con successo l'11 novembre 2024 dal Centro spaziale di Jiuquan con un razzo vettore Kinetica 1. IRSS-1/OL-1, destinato al telerilevamento, è dotato di un sistema di intelligenza artificiale per l'elaborazione dei dati raccolti. Il satellite sarà utilizzato per il monitoraggio del territorio, con particolare riguardo alle infrastrutture e alle risorse naturali del Paese.
Precedentemente l'Oman aveva realizzato un altro satellite, AMAN-1, che non era riuscito ad entrare in orbita per un guasto del sistema di dispiegamento satellitare del razzo vettore. 